# Albania ai XXI Giochi olimpici invernali

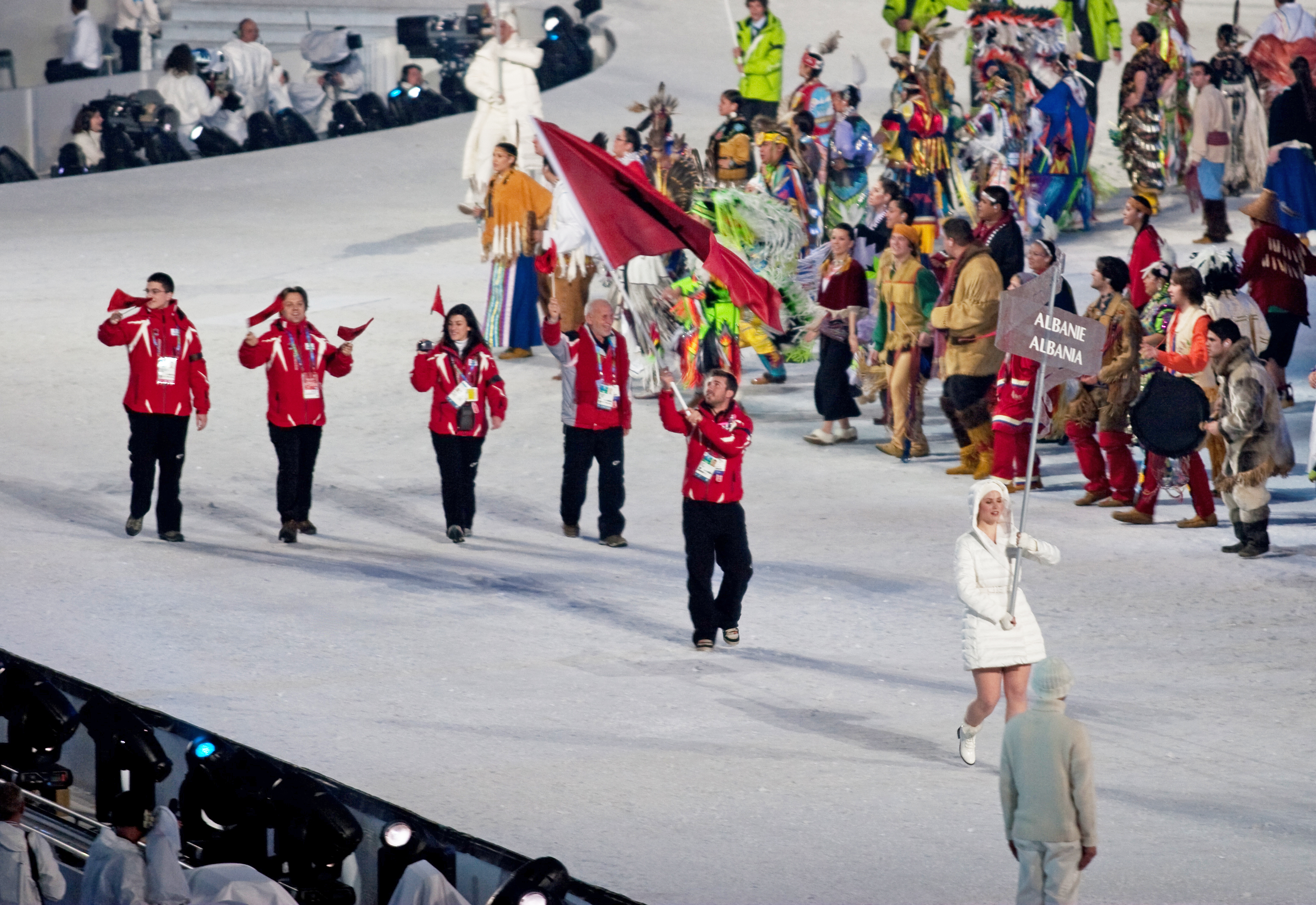
Erjon Tola guida la delegazione albanese nello stadio di Vancouver, per la cerimonia di apertura dei Giochi

L'Albania ha partecipato ai XXI Giochi olimpici invernali di Vancouver, che si sono svolti dal 12 al 28 febbraio 2010, rappresentata da un solo atleta, Erjon Tola il quale è stato anche il portabandiera ufficiale della nazione balcanica. Lo stesso atleta era stato l'unico partecipante nell'unica altra apparizione dell'Albania ad un'Olimpiade Invernale, nell'edizione di Torino 2006.

## Sci alpino
| Gara    | Atleta     | 1° manche | 2° manche | Tempo totale | Posizione |
| ------- | ---------- | --------- | --------- | ------------ | --------- |
| Slalom  | Erjon Tola | 1'33"94   | 1'09"94   | 2'43"88      | 48        |
| Gigante | Erjon Tola | 1'27"57   | 1'31"70   | 2'59"27      | 63        |